# Lizard (magazyn)
Lizard – polski kwartalnik muzyczny, poświęcony szeroko pojętej klasyce rocka (m.in. rockowi progresywnemu, psychodelicznemu i hard rockowi, a także punkowi, muzyce eksperymentalnej, jazzowi, fusion, bluesowi), uwzględniający również ambitne dokonania współczesnych artystów. Do numerów od 2 do 25 oraz do 39 dokładane były płyty kompaktowe najczęściej z premierowym materiałem (m.in. Lizard [płyta Trochę żółci, trochę więcej bieli oraz Single-Omen, materiał pilotujący album Half-Live], Tatvamasi, The BWPP, Tatvamasi, sampler wytwórni Audio Cave, Tomasz Pauszek Music For Subway).

## Historia
Lizard powstał jesienią 2010 roku z inicjatywy dziennikarza, producenta i wydawcy - Michała Wilczyńskiego, a pierwszy numer ukazał się 15 grudnia 2010. Początkowo magazyn wydawany był przez GAD Records. Od roku 2014 wydawcą jest firma Audio Cave, a redaktorem naczelnym Marcin Mizerek. Od 2015 do 2023 roku (od numeru 19) zastępcą oraz redaktorem wykonawczym był natomiast Bartosz Leśniewski, członek poznańskiego noise-rockowego zespołu Próchno. W kwietniu 2023 roku funkcję tę przejął Marcin Ciupek. Z redakcją związanych było i jest wiele osób, m.in. Piotr Chlebowski, Aleksander Filipowski, Rafał Zbrzeski, Mery Zimny, Piotr Kopka, Sebastian Chosiński, Michał Pick, Gerard Nowak, Sebastian Rerak, Damian Bydliński (lider bielskiego zespołu Lizard), Adam Glinkowski, Bartosz Buchholz, Jacek Świegoda, Marcin Bronhard, Romana Makówka, Jan Biernacki, Paweł Pałasz, Wojtek Kozielski, Mateusz Sroczyński, Arek Lerch, Filip Baczyński i Lech Jarczyński. Za projekt graficzny magazynu od dwudziestego czwartego numeru aż do wiosny 2024 roku odpowiedzialna była Aleksandra Zbrzeska.
Na łamach pisma pojawiały się artykuły i biografie poświęcone takim zespołom i artystom, jak: The Beatles, Pink Floyd, Led Zeppelin, Jimi Hendrix, The Doors, Genesis, King Crimson, Yes, The Mahavishnu Orchestra, Camel, Emerson, Lake and Palmer, John Lennon, Paul McCartney, Miles Davis, Czesław Niemen, SBB, Hawkwind, Jethro Tull, Blackfield, Pendragon, Steven Wilson, Rush, Riverside, Mike Oldfield. Oprócz tego omawiana jest twórczość nowych zespołów, zarówno ze sceny krajowej, jak i zagranicznej. W każdym numerze pojawiają się także artykuły dotyczące mniej znanej muzyki z lat '60 i ’70, na przykład ze sceny Canterbury, krautrockowej, Zeuhl, Rock In Opposition oraz z bardziej „egzotycznych” muzycznie rejonów świata, jak Bałkany, byłe państwa bloku ZSRR, Ameryka Południowa czy Nigeria i RPA.
Lista wydanych numerów:
- "Lizard" nr 1. Na okładce Czesław Niemen (nr 1/2010); pierwsze wydanie zostało wyprzedane w momencie pojawienia się magazynu w dystrybucji, w 2015 roku firma Audio Cave dokonała reprintu)
- "Lizard" nr 2. Na okładce Roger Waters (nr 2/2011)
- "Lizard" nr 3. Na okładce Steven Wilson (nr 3/2011)
- "Lizard" nr 4. Na okładce Robert Fripp (nr 4/2011)
- "Lizard" nr 5. Na okładce David Gilmour (nr 5/2011)
- "Lizard" nr 6. Na okładce Ian Anderson (nr 6/2012)
- "Lizard" nr 7. Na okładce Józef Skrzek (nr 7/2012)
- "Lizard" nr 8. Na okładce Steve Howe (nr 8/2012)
- "Lizard" nr 9. Na okładce John Lennon (nr 9/2012)
- "Lizard" nr 10. Na okładce Jimi Hendrix (nr 10/2013)
- "Lizard" nr 11. Na okładce Jon Lord (11/2013)
- "Lizard" nr 12. Na okładce Rick Wakeman (12/2013)
- "Lizard" nr 13. Na okładce Jim Morrison (13/2013)
- "Lizard" nr 14. Na okładce Pete Townshend (14/2014)
- "Lizard" nr 15. Na okładce Jimmy Page (15/2014)
- "Lizard" nr 16. Na okładce Robert Plant (16/2014)
- "Lizard" nr 17. Na okładce Richard Wright (muzyk) (17/2015)
- "Lizard" nr 18. Na okładce Steven Wilson (18/2015)
- "Lizard" nr 19. Na okładce Mariusz Duda (19/2015)
- "Lizard" nr 20. Na okładce Frank Zappa (20/2016)
- "Lizard" nr 21. Na okładce Syd Barrett (21/2016)
- "Lizard" nr 22. Na okładce Miles Davis (22/2016)
- "Lizard" nr 23. Na okładce Robert Fripp (23/2016)
- "Lizard" nr 24. Na okładce Mick Jagger (24/2017)
- "Lizard" nr 25. Na okładce Czesław Niemen (25/2017)
- "Lizard" nr 26. Na okładce Eric Clapton (26/2017)
- "Lizard" nr 27. Na okładce David Bowie (27/2017)
- "Lizard" nr 28. Na okładce pryzmat z The Dark Side of the Moon zespołu Pink Floyd (28/2018)
- "Lizard" nr 29. Na okładce Lou Reed (29/2018)
- "Lizard" nr 30. Na okładce The Lamb Lies Down on Broadway zespołu Genesis (zespół muzyczny) (30/2018)
- "Lizard" nr 31. Na okładce Led Zeppelin (31/2018)
- "Lizard" nr 32. Na okładce Tadeusz Nalepa (32/2019)
- "Lizard" nr 33. Na okładce Queen (33/2019)
- "Lizard" nr 34. Na okładce King Crimson (34/2019)
- "Lizard" nr 35. Na okładce The Wall zespołu Pink Floyd (35/2019)
- "Lizard" nr 36. Na okładce The Beatles (36/2020)
- "Lizard" nr 37. Na podwójnej okładce Black Sabbath oraz Paranoid zespołu Black Sabbath (37/2020)
- "Lizard" nr 38. Na okładce Jimi Hendrix (38/2020)
- "Lizard" nr 39. Na okładce stylizacja nawiązująca do psychodelicznych plakatów oraz okładek płyt - numer jubileuszowy wydany na 10-lecie istnienia magazynu. (39/2020)
- "Lizard" nr 40. Na okładce SBB (40/2021)